# الكرة الطائرة في أولمبياد 2004
في رياضة الكرة الطائرة في الألعاب الأولمبية الصيفية الثامنة والعشرون شملت المسابقات أيضا الكرة الطائرة الشاطئية.

## كرة طائرة الرجال
كانت هناك 12 فريق رجالي في الكرة الطائرة للساحات المغلقة انقسموا إلى مجموعتين :
- المجموعة الأولى: الأرجنتين، فرنسا، اليونان، بولندا، صربيا، تونس.
- المجموعة الثانية: أستراليا، البرازيل، إيطاليا، هولندا، روسيا، الولايات المتحدة.

| الترتيب | الدولة   | الميداليات | المجموع |
| 1       | البرازيل | 1 ذهبية    | 1       |
| 2       | إيطاليا  | 1 فضية     | 1       |
| 3       | روسيا    | 1 برونزية  | 1       |

## كرة طائرة للسيدات
في كرة طائرة الملاعب المغلقة للسيدات انقسمت الفرق الإثنتا عشر إلى مجموعتين
- المجموعة الأولى : إيطاليا، كينيا، برازيل، يونان، يابان، كوريا الجنوبية.
- المجموعة الثانية : الصين، كوبا، جمهورية الدومنيكان، ألمانيا، روسيا، الولايات المتحدة.

| الترتيب | الدولة | الميداليات | المجموع |
| 1       | الصين  | 1 ذهبية    | 1       |
| 2       | روسيا  | 1 فضية     | 1       |
| 3       | كوبا   | 1 برونزية  | 1       |

## طائرة شاطئية للرجال
في الكرة الطائرة الشاطئية للرجال تنافس 24 فريق وإنقسموا إلى 6 مجاميع.
| الترتيب | الدولة   | الميداليات | المجموع |
| 1       | البرازيل | 1 ذهبية    | 1       |
| 2       | إسبانيا  | 1 فضية     | 1       |
| 3       | سويسرا   | 1 برونزية  | 1       |

## طائرة شاطئية للسيدات
في الكرة الطائرة الشاطئية للسيدات إنقسمن الفرق الأربع والعشرين المتؤهلة للنهائيات إلى 6 مجموعات ويحق للدولة الواحدة ان تمثلها في النهائيات أكثر من فريق واحد فقد كان هناك فريقان لكل من الولايات المتحدة وأستراليا والبرازيل.
| الترتيب | الدولة                     | الميداليات | المجموع |
| 1       | الولايات المتحدة الأمريكية | 1 ذهبية    | 1       |
| 2       | البرازيل                   | 1 فضية     | 1       |
| 3       | الولايات المتحدة الأمريكية | 1 برونزية  | 1       |